# McCain Foods
McCain Foods Limited es una multinacional canadiense de alimentos congelados establecida en 1957 en Florenceville, Nuevo Brunswick, Canadá.
Es el mayor fabricante mundial de productos de papa congelada. Sus principales competidores son Simplot y Lamb Weston.

## Historia
McCain es una empresa de origen canadiense fundada en el año 1914 por los hermanos Harrison y Wallace McCain.
Fue en 1957 cuando inauguraron su primera fábrica de patatas prefritas congeladas.
Con un crecimiento sostenido, McCain se ha convertido en una compañía de renombre internacional, que cuenta actualmente con más de 60 plantas en todos los continentes, más de 20.000 empleados y una facturación consolidada mundial de $ 6.100 millones. Ello la posiciona como la compañía líder en elaboración y venta de patatas prefritas supercongeladas.
McCain inició sus actividades en Argentina en 1995, y desde entonces se ha convertido en el mayor proveedor de patatas congeladas del MERCOSUR. Ubicada en la localidad de Balcarce, sudeste de la provincia de Buenos Aires y zona patatera por excelencia, cuenta con una planta de última generación con una capacidad instalada de 27 toneladas por hora para abastecer a los mercados de Sudamérica y exportar a algunos países como Sudáfrica.
A partir de 2017, la compañía es el mayor fabricante mundial de productos de patata congelada, y tiene más de 20,000 empleados y 47 instalaciones de producción en seis continentes. La compañía genera más de C$8.5 mil millones en ventas anuales. 
Según las ventas de 2014, es la 19.ª empresa privada más grande de Canadá, según el Informe sobre Negocios de The Globe and Mail.
En 2020, McCain ganó el Lausanne Index Prize - Best of Packaging.